# Gunther Schuller
Gunther Schuller (22. listopadu 1925 New York – 21. června 2015 Boston) byl americký hudební skladatel, dirigent a hornista. Narodil se německým rodičům, jeho otec byl houslistou v Newyorské filharmonii. Během své kariéry spolupracoval s mnoha dalšími hudebníky, mezi něž patří například Johnny Mathis, John Lewis, Dizzy Gillespie, Miles Davis a Gerry Mulligan. V sedmdesátých a osmdesátých letech byl prezidentem Novoanglické konzervatoře. V roce 2008 získal ocenění NEA Jazz Masters. Zemřel na komplikací s leukemií ve věku 89 let.